# Enrico Rostagno
Enrico Rostagno (Saluzzo, 22 settembre 1860 – Bari, 1942) è stato un filologo classico e latinista italiano.
Direttore della biblioteca Laurenziana di Firenze e docente all'università di Firenze dal 1902, fu autore di pregevoli edizioni di Tacito, Publio Virgilio Marone, Orazio e Francesco Petrarca.
Nel 1921 diede alle stampe una importante edizione del De Monarchia di Dante Alighieri.